# Пите-саамски език
Пите-саамският език е застрашен от изчезване саамски език, който се говори в пограничните области на Норвегия и Швеция в района на Ариеплу.
Има около 10-на души, предимно възрастни, които все още го владеят.

## Писменост
Няма официална писменост.

## Граматични особености
Езикът е аглутинативен. Притежава силно развита падежна система на имената.